# Santi Chaiyaphuak
Santi Chaiyaphuak (Thai: สันติ ไชยเผือก; * 19. Juli 1978 in Ayutthaya) ist ein thailändischer Fußballtrainer und ehemaliger Fußballspieler.

## Karriere

### Spieler
Seine Karriere begann Santi beim Sinthana FC, welcher später mit dem FC Chula United fusionierte. Sinthana nahm in der Saison 1999/2000 an der AFC Champions League teil, es ist jedoch nicht belegt, ob er zu diesem Zeitpunkt auch Spiele für den Verein absolvierte. Insgesamt brachte er es in vier Jahren auf 51 Einsätze für Sinthana, 2004 wechselte er nach Singapur. Bei dem S-League-Verein Tampines Rovers spielte er ebenfalls vier Jahre. Er konnte in dieser Zeit zwei Meisterschaften und zwei Pokalsiege feiern. Es waren bisher die ersten und einzigen Titel in seiner Karriere. Santi war einer der Publikumslieblinge des Vereins. Nach den Jahren in Singapur ging er, unter anderem wegen Heimweh, 2009 zurück nach Thailand und spielt seitdem für Pattaya United. Zunächst hatte er ein Angebot von BEC-Tero Sasana, doch entschied er sich am Ende für seinen jetzigen Verein. Nach 2 Jahren und 41 Spielen bei Pattaya zog es ihn 2011 nach Bangkok zu Muangthong United. Noch während der Saison 2011 ging er zu Suphanburi FC, wo er bis Mitte 2012 in 22 Spielen zum Einsatz kam. Dabei schoss er 5 Tore. 2012 wechselte er zu TOT SC. Hier stand er in der Hinserie 6 Mal auf dem Platz. Zur Rückserie wechselte er zu Chainat Hornbill FC. Hier stand er in drei Spielen auf dem Feld. Ende 2012 beendete er seine Karriere als Fußballer.

### Trainer
Im Anschluss an seine Fußballkarriere trat er den Posten des Trainerassistenten bei Muangthong United an. 2018 übernahm er das Traineramt bei Ayutthaya United FC in der dritten Liga, der Thai League 3. Nach kurzem Intermezzo entschied er sich, Mitte 2018 das Traineramt aufzugeben und wieder als Trainerassistent in der ersten Liga zu arbeiten. Hier arbeitete er als Co-Trainer beim Erstligisten Suphanburi FC. Die Saison 2020/21 stand er beim Zweitligisten Ayutthaya United FC in Ayutthaya unter Vertrag. Im Juli 2021 wechselte er zum Zweitligaabsteiger Sisaket FC. Mit dem Verein wurde er am Ende der Saison Vizemeister. Zu den Aufstiegsspielen zur zweiten Liga konnte man sich nicht durchsetzen. Bei dem Drittligisten aus Sisaket stand er bis Juli 2022 unter Vertrag. Mitte Juli 2022 verpflichtete ihn sein ehemaliger Verein Ayutthaya United FC. Bei Ayutthaya stand er bis Mitte Februar 2023 unter Vertrag. Nach kurzer Vertragslosigkeit unterschrieb er Mitte Juni 2023 einen Vertrag beim Erstligaaufsteiger Trat FC. Am Ende der Saison 2023/24 musste er mit dem Verein aus Trat den Weg in die Zweitklassigkeit antreten. Im Juli 2024 nahm ihn der Zweitligist Kasetsart FC unter Vertrag.

## Erfolge

### Spieler
Tampine Rovers
- S. League: 2004, 2005
- Singapore Cup: 2004, 2006